# Faro de Carbonera
El faro de Carbonera es un faro situado en Punta Mala, en una urbanización cerrada de Sotogrande, entre San Roque y La Línea de la Concepción, en la provincia de Cádiz, en Andalucía, España. Está gestionado por la Autoridad Portuaria de la Bahía de Algeciras.

## Historia
Se trata de un faro de comienzos del siglo XVII, construido con planta circular y cuerpo cilíndrico. En 1989 se construyó el nuevo faro sobre los restos de la torre edificada.